# داگلاس لوپز
داگلاس لوپز (اسپانیایی: Douglas López‎؛ زادهٔ ۲۱ سپتامبر ۱۹۹۸) بازیکن فوتبال اهل کاستاریکا است.
وی همچنین در تیم ملی فوتبال کاستاریکا بازی کرده‌است.